# Abbazia di Vadstena
L'abbazia di Nostra Signora e Santa Brigida (in latino Monasterium sanctarum Mariæ Virgìnis et Brigidæ in Vatzstena, nota come Abbazia di Vadstena) era un monastero cistercense situato nel comune di Vadstena presso il lago Vättern. Fondata da santa Brigida, l'abbazia fu sede del suo Ordine. Fu attiva tra 1346 e 1595.